# Šaplava
Šaplava (Duits: Schaplawa) is een Tsjechische gemeente in de regio Hradec Králové, en maakt deel uit van het district Hradec Králové.
Šaplava telt 117 inwoners.
Babice ·
Barchov ·
Běleč nad Orlicí ·
Benátky ·
Blešno ·
Boharyně ·
Černilov ·
Černožice ·
Čistěves ·
Divec ·
Dobřenice ·
Dohalice ·
Dolní Přím ·
Habřina ·
Hlušice ·
Hněvčeves ·
Holohlavy ·
Hořiněves ·
Hradec Králové ·
Hrádek ·
Humburky ·
Hvozdnice ·
Chlumec nad Cidlinou ·
Chudeřice ·
Jeníkovice ·
Jílovice ·
Káranice ·
Klamoš ·
Kobylice ·
Kosice ·
Kosičky ·
Králíky ·
Kratonohy ·
Kunčice ·
Ledce ·
Lejšovka ·
Lhota pod Libčany ·
Libčany ·
Libníkovice ·
Librantice ·
Libřice ·
Lišice ·
Lodín ·
Lochenice ·
Lovčice ·
Lužany ·
Lužec nad Cidlinou ·
Máslojedy ·
Měník ·
Mlékosrby ·
Mokrovousy ·
Myštěves ·
Mžany ·
Neděliště ·
Nechanice ·
Nepolisy ·
Nové Město ·
Nový Bydžov ·
Obědovice ·
Ohnišťany ·
Olešnice ·
Osice ·
Osičky ·
Petrovice ·
Písek ·
Prasek ·
Praskačka ·
Předměřice nad Labem ·
Převýšov ·
Pšánky ·
Puchlovice ·
Račice nad Trotinou ·
Radíkovice ·
Radostov ·
Roudnice ·
Sadová ·
Sendražice ·
Skalice ·
Skřivany ·
Sloupno ·
Smidary ·
Smiřice ·
Smržov ·
Sovětice ·
Stará Voda ·
Starý Bydžov ·
Stěžery ·
Stračov ·
Střezetice ·
Světí ·
Syrovátka ·
Šaplava ·
Těchlovice ·
Třebechovice pod Orebem ·
Třesovice ·
Urbanice ·
Vinary ·
Vrchovnice ·
Všestary ·
Výrava ·
Vysoká nad Labem ·
Vysoký Újezd ·
Zachrašťany ·
Zdechovice